# Explosionskatastrophe in Großmittel 1917
Die Explosionskatastrophe in Großmittel ereignete sich am 17. Juni 1917 in Großmittel in der Katastralgemeinde Haschendorf in der Stadtgemeinde Ebenfurth im Bezirk Wiener Neustadt-Land in Niederösterreich.

## Geschichte
In einem weitläufigen Anlagenkomplex der Rüstungsindustrie des Ersten Weltkrieges nördlich von Wiener Neustadt ereignete sich am frühen Morgen des 17. Juni 1917 nördlich von Großmittel in einer Lagerstätte von einer großen Menge italienischer Beutemunition, die offen gelagert war, eine Explosion. In einer Art von Kettenreaktion explodierten die vier umliegenden Munitionsmagazine 6, 28, 50 und 51, das Minenwerferdepot im Siegersdorfer Lager sowie ein Munitionszug der Eisenbahn.
Die Wiener Neustädter Zeitung berichtete vorerst nur aus den offiziell herausgegeben Kommuniqués der Militärbehörde. Demnach fielen der Explosion nur drei Magazine zum Opfer. Weitere Objekte wurden durch den Luftdruck beschädigt und teilweise ganz zerstört. In Haschendorf und Siegersdorf hat es nach offiziellen Berichten Schäden an Gebäuden gegeben. Die Zahl der Personenschäden wurde mit sechs Toten, 30 schwer verletzten und ca. 300 leicht verletzten Personen angegeben. Ein kleineres Gebäude, das in Brand geraten war, weil darin Handgranaten gelagert waren, die immer wieder explodierten, wurde aufgegeben.
In Quellen, die nach dem Krieg nicht mehr der Zensur unterlagen, wurde einmal von etwa 300 Toten und ein anderes Mal von über 400 Toten berichtet.
Das Übergreifen der Brände auf andere Objekte wurde von den militärischen Löschkräften, den umliegenden Feuerwehren und von einem Löschzug der Berufsfeuerwehr Wien bekämpft.
Die Wirkung der Explosionen war, dass selbst in Wiener Neustadt Fensterscheiben zerbarsten. Die Druckwellen der Explosionen wurden in weiter Entfernung sogar im Innviertel, im Salzkammergut, und sogar in Reichenhall in Bayern als Erdbeben wahrgenommen.
Schon am Tag nach dem Unglück besuchte Kaiser Karl I. mit seiner Frau Zita in Begleitung von hohen Militärs die Schadensstelle.
Ein Jahr nach dem Unglück fand am 17. Juni 1918 in Großmittel eine Gedenkfeier für die Opfer der Explosionskatastrophe statt.
Bei der Brandkatastrophe in der Munitionsfabrik Wöllersdorf starben am 18. September 1918 mindestens 382 Menschen.